# Француско војно гробље у Београду
Француско војно гробље у Београду се налази у склопу Новог гробља, на углу Рузвелтове и улице Светог Николе.  

## Историја
Француско војно гробље је изграђено 1931. године, у оквиру Новог гробља у Београду. Уредили су га Французи, а Београдска општина је Републици Француској поклонила капију око гробља. Освећење гробља је било 11. новембра 1931. године. Ограда са капијама је 132 метра дужине, а изграђена је бјеловодским пјешчаром и црвеном опеком, по изгледу српских манастира ресавског стила по пројекту архитекте Рајка Татића. У склопу гробља су и двије капеле, по пројекту архитекте Милутина Борисављевића. 
Улаз на гробље је из Рузвелтове улице.

## Галерија
- Поглед на Француско војно гробље из Рузвелтове улице
- Француско војно гробље
- Капија гробља
- Натписи на капији на српском и француском језику
- Бијели ступ са крстом и натписом: AVX SOLDATS FRANCAIS MORTS POVR LA FRANCE ET POVR SES ALLIES
- Гробови француских војника
- Гробови француских војника
- Неки француски војници су били и муслимани